# Prova de Snellen

Gràfica de Snellen.

La prova de Snellen és una prova dissenyada per avaluar l'agudesa visual. Rep el nom en honor de l'oftalmòleg neerlandès Herman Snellen qui va dissenyar la prova el 1862.
Per a les persones que no saben llegir s'usa una altra prova diferent denominada prova de Landolt o la prova de Lea.

## Descripció
La prova consisteix a identificar correctament les lletres en una gràfica coneguda com a gràfica de Snellen o taula de Snellen. Solament s'utilitzen deu lletres que són: B, C, D, I, F, L, O, P, T, Z. Les lletres tenen una grandària decreixent depenent del nivell en què es troben. Un nivell 20/20 és la visió normal.
Des de la seva creació, s'han venut més còpies de la carta de Snellen que qualsevol altra carta. S'ha mantingut com un estàndard en els consultoris mèdics al segle 21

## Nivell de visió respecte a la fila en la Gràfica de Snellen
- 1→ 20/200
- 2→ 20/100
- 3→ 20/70
- 4→ 20/50
- 5→ 20/40
- 6→ 20/30
- 7→ 20/25
- 8→ 20/20
- 9→ 20/15
- 10→ 20/12
- 11→ 20/10